# Xysticus caperatus
Xysticus caperatus là một loài nhện trong họ Thomisidae.
Loài này thuộc chi Xysticus. Xysticus caperatus được Eugène Simon miêu tả năm 1875.